# 対馬嘉三郎

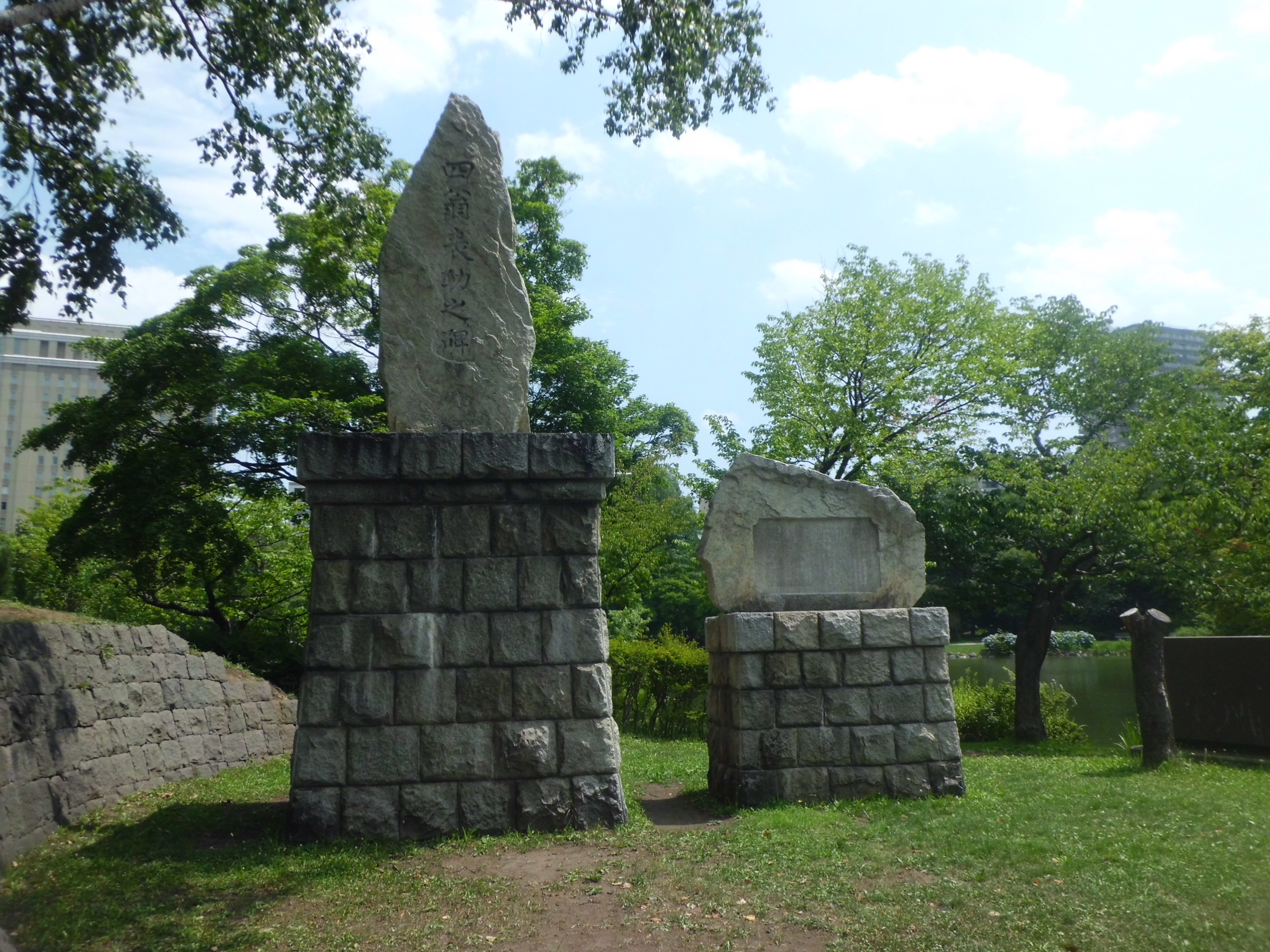
大岡助右衛門・水原寅蔵・石川正蔵・対馬嘉三郎を顕彰した中島公園の「四翁表功之碑」

対馬 嘉三郎（つしま かさぶろう、1836年12月14日（天保7年11月7日）- 1914年（大正3年）12月24日）は、幕末の弘前藩士、明治期の実業家・政治家。衆議院議員、初代札幌区長。

## 経歴
陸奥国津軽郡弘前城下代官町（現弘前市）で弘前藩士・対馬利助の息子として生まれる。箱館戦争に従軍。弘前藩公用人を経て、明治4年7月（1871年）青森県に出仕。明治5年4月（1872年）開拓使に転じ十一等出仕となり、同年11月（12月）開拓中主典に昇進。会計整理、教育、衛生普及、商工業振興などを担当し、1878年7月に退官した。
その後、実業界に転じ、開拓使経営の醸造場の払下げを受けて酒造業を経営。また、元開拓使官吏・堀基らと共に札幌の商社の嚆矢である「大有社」を創設し、米穀雑貨輸入販売、海産物輸入業を営んだ。1889年、北海道電燈舎の設立に尽力し、1891年11月、火力発電により営業を開始し札幌に初めて電灯が灯った。
その他、北海道拓殖銀行設立委員、札幌区会議員、札幌農学校商議員、函樽鉄道監査役などを務めた。1899年、札幌区が設置されると初代区長に就任し、1902年、区長を辞任して第7回衆議院議員総選挙に北海道庁札幌区から出馬するも落選。1903年3月の第8回総選挙では当選し衆議院議員を一期務めた。その後も出馬をしたが落選し資産を傾け、札幌商業会議所初代会頭を経て、1912年に資産を整理して東京へ移った。